# Kil, Norge
Kil är en tätort i Kragerø kommun i Telemark fylke) i södra Norge. Orten ligger där Europaväg 18 möter fylkesväg 363.
Tidigare utgjorde orten centralort i dåvarande Sannidals kommun i Telemark fylke.